# Куруляк Руслан
Русла́н Генна́дійович Куруля́к (30 жовтня 1989, Житомир — 24 січня 2023, околиці Нової Каховки, Херсонська область) — солдат Збройних сил України, учасник російсько-української війни з 2014-го року.
| Куруляк Руслан Геннадійович | Куруляк Руслан Геннадійович |
| Солдат                      | Солдат |
| --------------------------- | --- |
| Фотографія                  | |
| Загальна інформація         | |
| Народження                  | 30 жовтня 1989 м. Житомир |
| Смерть                      | 24 січня 2023 (33 роки) м. Нова Каховка                                                                                             |
| Поховання                   | Військове Кладовище №2 |
| Псевдо                      | «Обломов» |
| Військова служба            | |
| Роки служби                 | (2014—2023) |
| Приналежність               | Україна |
| Вид ЗС                      | Сухопутні війська |
| Війни / битви               | Російсько-українська війна / Битва за Київ / Звільнення Ірпеня / Звільнення Бучі / Звільнення Херсону / Битва за Херсонську область |

## Життєпис
Народився 30 жовтня 1989 у місті Житомир. Там же закінчив ліцей № 19. В середині 2000-х років активно брав участь в заходах патріотичної молоді Житомира. Був представником фанатської групи «White ZT Family». А також, учасником Революції Гідності. Був командуючим Правого сектору в Житомирській обл., брав участь в штурмі місцевої ОДА 19 лютого 2014 року. Активним вболівальником ФК «Динамо» і місцевої футбольної команди «Полісся». Входив до складу «Ультрас» обох клубів. Разом з однодумцями проводили марші пам’яті Степана Бандери, ходу в рамках всеукраїнської акції "Волю Павличенкам!" та інші.
Із 2014 року пішов добровольцем захищати Україну до складу полку «Азов». Брав участь в бойових діях до 2016 року. Та після звільнення жив цивільним життям, одружився на Надії та у родині народилася донька.
З перших днів повномасштабної війни знову став на захист України. Пізніше став інструктором, навчав військовослужбовців і новобранців. Враховуючи великий бойовий досвід, приєднався до Головного управління розвідки МОУ. Служив у Білоруському добровольчому корпусі, виконував складні та важливі бойові завдання. Брав участь в обороні Києва, звільненні Ірпеня, Бучі, Херсону та багатьох інших міст. Останні місяці був частиною диверсійної групи, що працювала виключно в тилу ворога і постійно послаблювала позиції окупантів.

## Загибель
Руслан загинув 24 січня 2023 року на Херсонщині. Виявивши особисту ініциативу направився на операцію замість відмовника. Боєць успішно виконав бойове завдання в тилу ворога в околицях Нової Каховки в ніч з 23 на 24 січня. Та під час відходу групи захисник був важко поранений пострілом ворожого снайпера та загинув у шпиталі.
Колишня дружина загиблого Надія розповіла: «Руслан воював за свої цінності, незалежність України як доброволець. Брав участь в обороні Києва, звільненні Ірпеня, Бучі, Херсону та багатьох інших міст нашої країни. Останні місяці був частиною диверсійної групи, що працювала виключно в тилу ворога і постійно послаблювала позиції окупантів. Руслан є героєм України для всіх людей, які його знали. Багато побратимів завдячують йому своїм життям. Для нас всіх він був прикладом справжньої мужності, сміливості і гідності».